# Chelsea (London)
 Denne artikel omhandler London-bydelen Chelsea. Opslagsordet har også en anden betydning, se Chelsea.
Chelsea er en bydel i det sydvestlige London. Bydelen huser bl.a. fodboldklubben Chelsea F.C.

SEVÆRDIGHEDER
Bydelen er kendt for det Kongelige Hospital og park. Tre broer. Husbåde.
En af husbådene er med i Tv serien "Chelsea Detective". Den indgår som en lokation og rekvesti i alle seriens afsnit, hvor en af seriens hovedpersoner Kriminalinspektør Arnold Max bor. Det er ottende husbåd til venstre, som det også fremgår af Google Maps.